# Vauchelles-lès-Domart
Vauchelles-lès-Domart (picardisch: Veuchelle-lès-Donmart) ist eine nordfranzösische Gemeinde mit 121 Einwohnern (Stand 1. Januar 2022) im Département Somme in der Region Hauts-de-France. Die Gemeinde liegt im Arrondissement Amiens und gehört zum Kanton Flixecourt.

## Geographie
Die vom Gebiet des Kantons Domart-en-Ponthieu durch einen Streifen der Gemeinde Brucamps getrennte, zwischen Mouflers, Brucamps und Surcamps an der Départementsstraße D158 rund 26 km nordwestlich von Amiens gelegene Gemeinde wird im Westen von der Départementsstraße D1001 begrenzt.

## Einwohner
| 1962 | 1968 | 1975 | 1982 | 1990 | 1999 | 2006 | 2011 |
| ---- | ---- | ---- | ---- | ---- | ---- | ---- | ---- |
| 130  | 112  | 109  | 121  | 138  | 106  | 124  | 123  |

## Verwaltung
Bürgermeister (maire) ist seit 2008 Bernard Rifflard.

## Sehenswürdigkeiten
- von 1604 bis 1781 in mehreren Abschnitten errichtetes, seit 1976 als Monument historique klassifiziertes Schloss (Base Mérimée PA00116261)

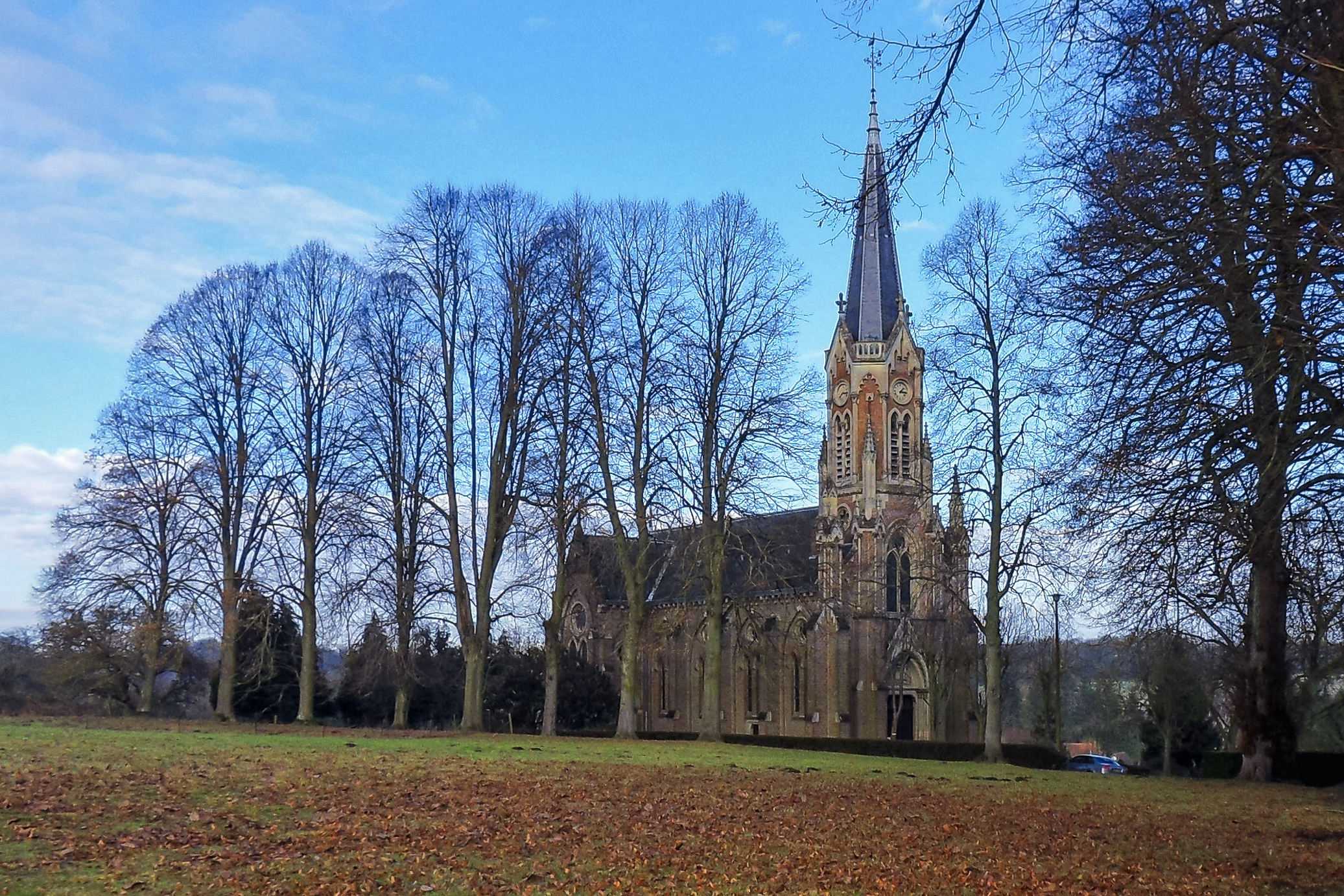
Kirche Saint-Nicolas

- Kirche Saint-Nicolas